# Club Universitario de Deportes 2020
Questa voce raccoglie le informazioni riguardanti il Club Universitario de Deportes nelle competizioni ufficiali della stagione 2020.

## Maglie
| 1ª divisa | 2ª divisa |

## Rosa
| N. |                    | Ruolo | Calciatore       |
| -- | ------------------ | ----- | ---------------- |
| 1  | Perù (bandiera)    | P     | José Carvallo    |
| 3  | Perù (bandiera)    | D     | Leonardo Rugel   |
| 4  | Uruguay (bandiera) | D     | Federico Alonso  |
| 5  | Perù (bandiera)    | C     | Rafael Guarderas |
| 6  | Perù (bandiera)    | C     | Armando Alfageme |
| 7  | Perù (bandiera)    | A     | Alexander Succar |
| 8  | Perù (bandiera)    | D     | Nelinho Quina    |
| 10 | Uruguay (bandiera) | C     | Hernán Novick    |
| 11 | Uruguay (bandiera) | A     | Luis Urruti      |
| 12 | Perù (bandiera)    | P     | Patrick Zubczuk  |
| 13 | Perù (bandiera)    | C     | Gerson Barreto   |
| 14 | Perù (bandiera)    | D     | Brayan Velarde   |

| N. |                      | Ruolo | Calciatore        |
| -- | -------------------- | ----- | ----------------- |
| 16 | Perù (bandiera)      | D     | Iván Santillán    |
| 18 | Perù (bandiera)      | A     | Tiago Cantoro     |
| 19 | Panama (bandiera)    | A     | Alberto Quintero  |
| 20 | Perù (bandiera)      | A     | Alex Valera       |
| 21 | Perù (bandiera)      | P     | Diego Romero      |
| 23 | Perù (bandiera)      | C     | Jorge Murrugarra  |
| 25 | Argentina (bandiera) | A     | Enzo Gutiérrez    |
| 27 | Perù (bandiera)      | D     | Nelson Cabanillas |
| 29 | Perù (bandiera)      | D     | Aldo Corzo        |
| 30 | Perù (bandiera)      | A     | Anthony Osorio    |
| 33 | Perù (bandiera)      | C     | Christian Flores  |
| 36 | Perù (bandiera)      | C     | Piero Quispe      |

## Risultati

### Primera División
| Arequipa | Melgar | 1 – 2 | Universitario |  |

| Lima | Universitario | 2 – 1 | Sport Huancayo |  |

| Guadalupe | Carlos Stein | 1 – 3 | Universitario |  |

| Lima | Universitario | 0 – 2 | U. César Vallejo |  |

| Callao | Sport Boys | 3 – 3 | Universitario |  |

| Lima | Universitario | 2 – 0 | Alianza Lima |  |

| Lima | Academia Cantolao | 0 – 0 | Universitario |  |

| Lima | Universitario | 2 – 0 | Univ. San Martín |  |

| Lima | Cienciano | 1 – 3 | Universitario |  |

| Lima | Universitario | 3 – 2 | Alianza Univ. |  |

| Lima | Dep. Llacuabamba | 0 – 1 | Universitario |  |

| Lima | Universitario | 1 – 0 | Ayacucho |  |

| Lima | Carlos A. Mannucci | 2 – 2 | Universitario |  |

| Lima | Universitario | 2 – 0 | Atlético Grau |  |

| Lima | Deportivo Municipal | 0 – 5 | Universitario |  |

| Lima | UTC Cajamarca | 1 – 3 | Universitario |  |

| Lima | Universitario | 1 – 1 | Dep. Binacional |  |

| Lima | Sporting Cristal | 1 – 0 | Universitario |  |

| Lima | Universitario | 3 – 2 | Cusco |  |

| Lima | Universitario | 2 – 1 | Atlético Grau |  |

| Lima | Alianza Univ. | 0 – 1 | Universitario |  |

| Lima | Universitario | 0 – 1 | Cienciano |  |

| Lima | Academia Cantolao | 2 – 2 | Universitario |  |

| Lima | Universitario | 1 – 6 | UTC Cajamarca |  |

| Lima | Universitario | 2 – 3 | Univ. San Martín |  |

| Lima | Sporting Cristal | 2 – 2 | Universitario |  |

| Lima | Universitario | 0 – 2 | Carlos Stein |  |

| Lima | Dep. Binacional | 0 – 2 | Universitario |  |

| Lima 16 dicembre 2020 | Universitario | 1 – 2 | Sporting Cristal | Stadio Nazionale |

| Lima 20 dicembre 2020 | Sporting Cristal | 1 – 1 | Universitario | Stadio Nazionale |

### Coppa Libertadores
Prima fase
| Puerto Ordaz 21 gennaio 2020                           | Carabobo  | 1 – 1      | Universitario |  |
| \| \| \| \| \| Tortolero \| Marcatori \| Dos Santos \| |           |            |               |  |
|                                                        |           |            |               |  |
| Tortolero                                              | Marcatori | Dos Santos |               |  |

| Lima 28 gennaio 2020                     | Universitario | 1 – 0 | Carabobo |  |
| \| \| \| \| \| Alonso \| Marcatori \| \| |               |       |          |  |
|                                          |               |       |          |  |
| Alonso                                   | Marcatori     |       |          |  |

Seconda fase
| Lima 5 febbraio 2020                              | Universitario | 1 – 1 | Cerro Porteño |  |
| \| \| \| \| \| Dos Santos \| Marcatori \| Ruiz \| |               |       |               |  |
|                                                   |               |       |               |  |
| Dos Santos                                        | Marcatori     | Ruiz  |               |  |

| Asunción 12 febbraio 2020                 | Cerro Porteño | 1 – 0 | Universitario |  |
| \| \| \| \| \| Carrizo \| Marcatori \| \| |               |       |               |  |
|                                           |               |       |               |  |
| Carrizo                                   | Marcatori     |       |               |  |

## Statistiche

### Statistiche di squadra
| Competizione       | Punti | Totale | Totale | Totale | Totale | Totale | Totale | DR  |
| Competizione       | Punti | G      | V      | N      | P      | Gf     | Gs     | DR  |
| ------------------ | ----- | ------ | ------ | ------ | ------ | ------ | ------ | --- |
| Primera División   | 53    | 28     | 16     | 6      | 6      | 50     | 35     | +15 |
| Coppa Libertadores | 5     | 4      | 1      | 2      | 1      | 3      | 3      | 0   |
| Totale             | 58    | 32     | 17     | 8      | 7      | 53     | 38     | +15 |